# Zofija Rogaška
Zofija Rogaška je pred letom 1237 (začetek 13. stoletja) je po moževi smrti v Studenicah ustanovila hospic in cerkev in tako postavila temelj mogočnemu samostanu dominikank, ki ga  je zgradila njena sestra Rikica Kunšperska. Sestri sta bili iz bogate družine, tako kot večina dominikank, ki so živele v samostanu. Njihovo imetje je obsegalo območje od Ptujske gore vse do Zbelovega. Kmalu po letu 1277 je Zofija Rogaška umrla, pred njo pa je z oporoko dobro poskrbela za razvoj samostana.